# Huarpespråk

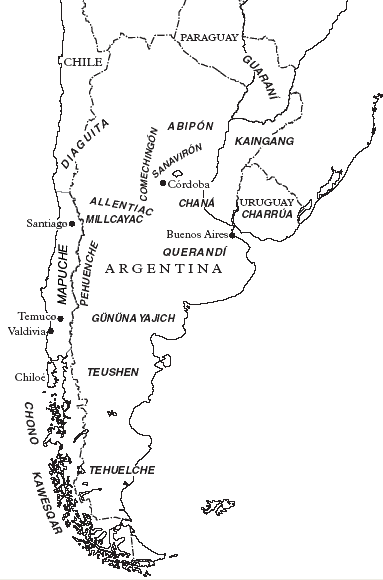
Språk i Patagonien; millcayac oh huarpe (allentiac) märkt separat

Huarpespråk är en liten språkfamilj som placerade sig i Argentina, nära gränsen mot Chile. Språkfamiljen består av bara två språk som båda är utdöda:
- huarpe
- millcayac

Den första forskning om huarpespråken gjordes av en spansk missionär Luis de Valdivia på 1600-talet. Han ansåg att språken var agglutinativa jämfört med grannspråk som hör till araukanska språk.